# Лейте (провінція)
Лейте (також Північне Лейте; вар.: Norte san/Amihanan nga Leyte; себ.: Amihanang Leyte, філ.: Hilagang Leyte) — провінція Філіппін, розташована в регіоні Східні Вісаї, займає північну частину острова Лейте. Адміністративним центром провінції є місто Таклобан. Провінція межує: на півдні — з провінцією Південний Лейте, на півночі з островом Біліран, на північному сході — з островом Самар, на заході — через море Камотес з провінцією Себу.
Лейте відома найбільшою морською битвою Другої світової війни, яка відбулася в затоці Лейте.
Площа провінції складає 6 313,33 км2. Адміністративно поділяється на 40 муніципалітетів та три незалежних міста.
Населення провінції згідно перепису 2015 року становило 1 724 670 осіб. Близько 97% населення провінції є католиками.
Економіка провінції заснована на сільському господарстві, рибальстві, енергетиці та гірничодобувній промисловості. Основними сільськогосподарськими культурами є рис та кокос. Рибальство є основним засобом до існування серед прибережних жителів. В провінції розташована найбільша в Азії геотермальна електростанція.